# Greg Sukochev
Greg Sukochev (ur. 18 lutego 1988 w Taszkencie) – australijski siatkarz grający na pozycji rozgrywającego.
Greg Sukochev urodził się w Uzbekistanie, ale gdy miał pięć lat rodzice wyjechali z nim do Australii. Początkowo Sukochev występował w USC Lion, a następnie trafił do Europy, do VC Linköping. W szwedzkim klubie grał przez dwa sezony. We wrześniu 2009 przyjechał do Polski i testowany był przez Farta Kielce. Chwalony był po towarzyskim spotkaniu z Avią Świdnik, w którym pokazał kilka udanych akcji. Pod koniec miesiąca podpisał roczny kontrakt z kieleckim zespołem. W sezonie 2009/2010 wywalczył ze swoją drużyną awans do PlusLigi. Latem 2010 odszedł z Farta. Obecnie jest zawodnikiem VK Humenné
Greg Sukochev ma także za sobą występy w reprezentacji Australii. Zadebiutował w niej 12 listopada 2006 w meczu przeciwko Argentynie. Grał także w juniorskich mistrzostwach Azji, w których dotarł ze swoją kadrą do ćwierćfinału. W 2008 wystąpił w Pucharze Azji, w którym Australia zajęła piąte miejsce.